# Gösta Videgård

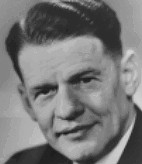
Gösta Videgård.

Gösta Videgård, född 1893 i Stockholm, försvunnen 22 januari 1952 i Panama City under en affärsresa, var en svensk byggnadsingenjör och byggmästare. 

## Biografi

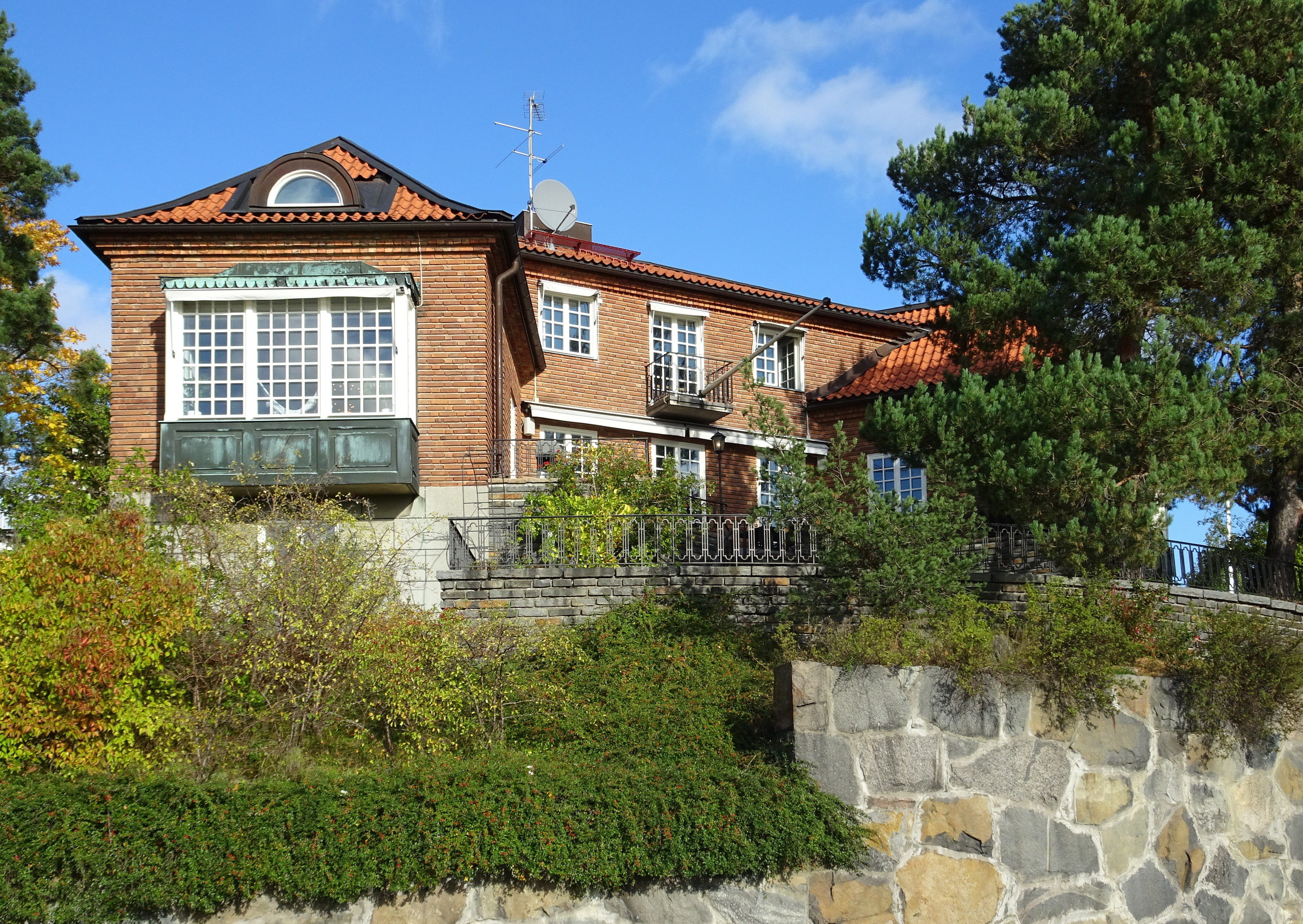
Videgårds villa på Stora Essingen.

Han grundade 1944 Ekhagastiftelsen till vilken han donerade större delen av sin förmögenhet till förmån för ekologisk odling och alternativ medicin. Videgård bedrev under 1930- och 1940-talet en omfattande byggnadsverksamhet i Stockholm men koncentrerade sig efter 1948 på affärsverksamhet. Han bedrev bland annat rederiverksamhet med kylfartyg.
Videgård bedrev byggnadsverksamhet genom det egna företaget AB Byggindustri med stor framgång under 1930- och 1940-talet. Bland de fastigheter som uppfördes fanns Kungshuset på Kungsgatan, Atlashallen och Aston Hotel i Stockholm. Vid Badstrandsvägen 20-26 uppförde han i slutet av 1920-talet Stora Essingens första flerbostadshus (arkitekt Carl Åkerblad). Byggnaden kallas även Byggindustrihuset och är grönmärkt av Stadsmuseet i Stockholm vilket innebär ”att bebyggelsen har ett högt kulturhistoriskt värde och är särskilt värdefull från historisk, kulturhistorisk, miljömässig eller konstnärlig synpunkt”. Sin egen påkostade villa byggde han i slutet av 1940-talet åt sig och sin familj vid hörnet Essingeringen / Essingestråket på Stora Essingen. Även den är grönmärkt av Stadsmuseet. Här hade han ett samarbete med arkitekt Bertil Ringqvist.
Byggnadsverksamheten var lönsam och Videgård placerade sin förmögenhet i fastigheter. Under 1947 och 1948 avvecklades byggverksamheten och Videgård koncentrerade sig på affärer, även om vissa planer på att starta byggnadsverksamhet i Sydamerika fanns. Han startade också ett rederi med två fartyg som gick i europeisk frakttrafik och efter ombyggnad till kylfartyg användes för fisktransport på den amerikanska västkusten.

## Byggnader i urval

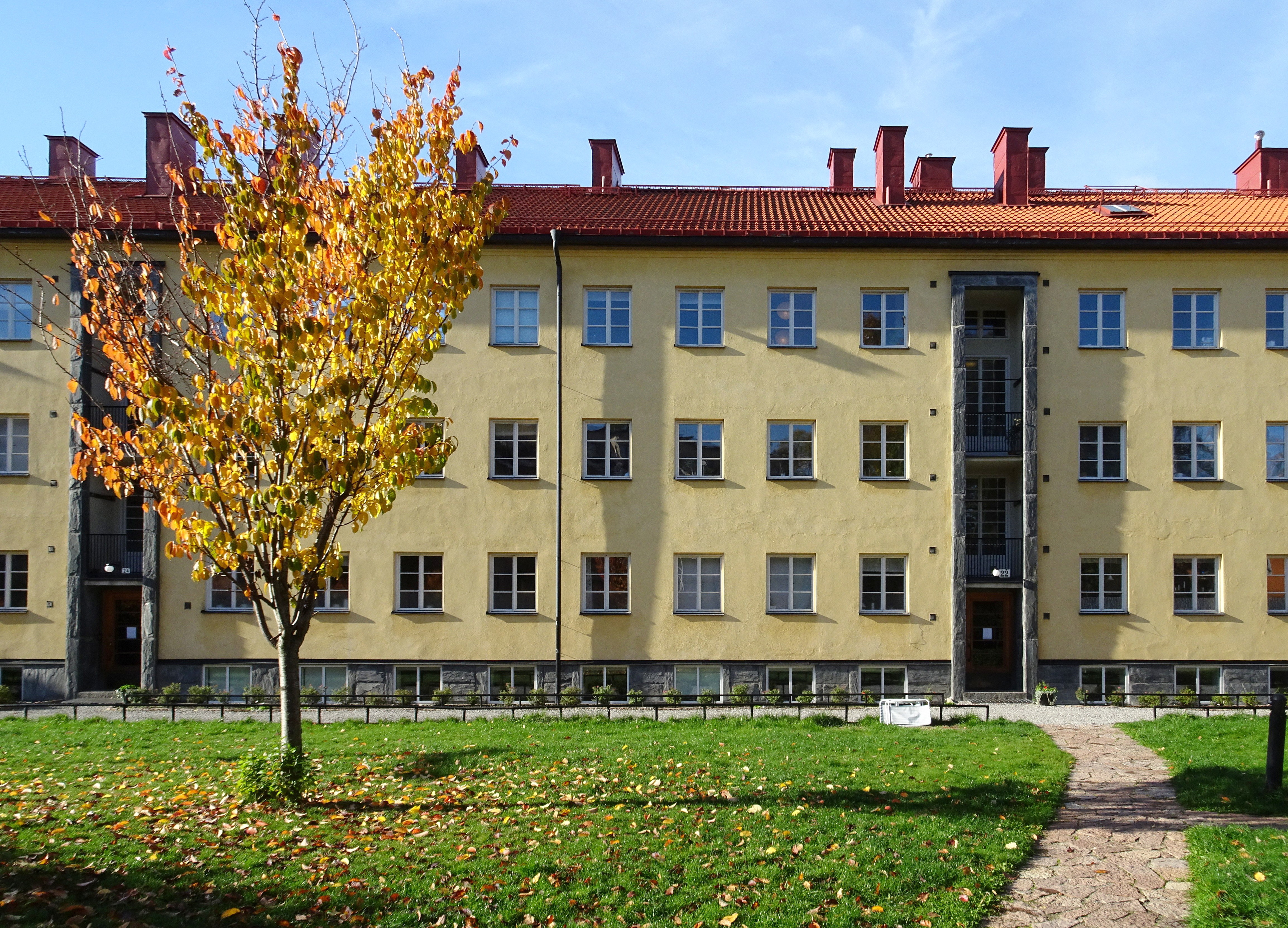
"Byggindustrihuset" vid Badstrandsvägen 20-26 på Stora Essingen.

- Fabriksbyggnad för Electrolux på Lilla Essingen (1928)
- Aston Hotel med Biograf Rival (1937)
- Kungshuset (1940)
- Atlashallen, Stockholm (1930)
- "Byggindustrihuset" vid Badstrandsvägen 20-26, Stora Essingen (1930)
- Norrskogsvägen 1-3, radhusområde Stora Essingen (1936)
- Den egna villan vid Essingeringen 1 på Stora Essingen (1950)